# Горная Яровня
Горная Яровня — деревня в юго-восточной части Порховского района Псковской области. Входит в состав сельского поселения «Логовинская волость».
Расположена в 18 км к юго-востоку от города Порхов, севернее волостного центра Логовино.
Численность населения по состоянию на 2000 год составляла 22 жителя.